# Алар, Дени
Дени Алар (нем. Deni Alar; родился 18 января 1990 года в Славонски-Брод, СФРЮ) — австрийский футболист хорватского происхождения, нападающий клуба «Адмира Ваккер Мёдлинг». Выступал за сборную Австрии.
Отец Дени, Горан — в прошлом, был профессиональным футболистом.

## Клубная карьера
Алар начал профессиональную карьеру в клубе «Леобен». В 2006 году он дебютировал за основной состав в Первой лиге Австрии. В 2009 году Дени перешёл в «Капфенберг». 2 мая в матче против «Рида» он дебютировал в австрийской Бундеслиге. 15 мая в поединке против «Штрума» Алар забил свой первый гол за «Капфенберг».
Летом 2011 года Алар перешёл в столичный «Рапид». 16 июля в матче против «Адмира Ваккер Мёдлинг» он дебютировал за новую команду. 24 сентября в поединке против «Ваккера» Дени забил свой первый гол за «Рапид».
Летом 2016 года Алар подписал контракт со «Штурмом». 23 июля в матче против «Ред Булл Зальцбург» он дебютировал за новую команду. В этом же поединке Дени забил свой первый гол за «Штурм». Два сезона подряд Алар становился вторым бомбардиром чемпионата. В 2018 году он помог команде выиграть Кубок Австрии и занять второе место в национальном первенстве. В том же году Адар вернулся в «Рапид».

## Международная карьера
14 ноября 2017 года в товарищеском матче против сборной Уругвая Алар дебютировал в сборной Австрии, заменив во втором тайме Марко Арнаутовича.

## Достижения
Командные
 «Штурм»
- Обладатель Кубка Австрии — 2017/2018